# Samsung Galaxy A53 5G
Samsung Galaxy A53 5G là điện thoại thông minh chạy hệ điều hành Android tầm trung do Samsung Electronics phát triển và sản xuất như một phần của dòng Galaxy A. Điện thoại được công bố vào ngày 17 tháng 3 năm 2022 tại sự kiện Samsung Galaxy Unpacked cùng với Galaxy A33 5G và Galaxy A73 5G.
Giá của điện thoại Galaxy A53 5G là 449 USD cho mô-đen 128 GB. Kích thước của màn hình là 6,5 inch và chạy trên bộ vi xử lý Exynos 5 nm của Samsung. Điện thoại có hệ thống bốn camera gồm camera chính 64 MP với camera trước 32 MP.

## Thiết kế

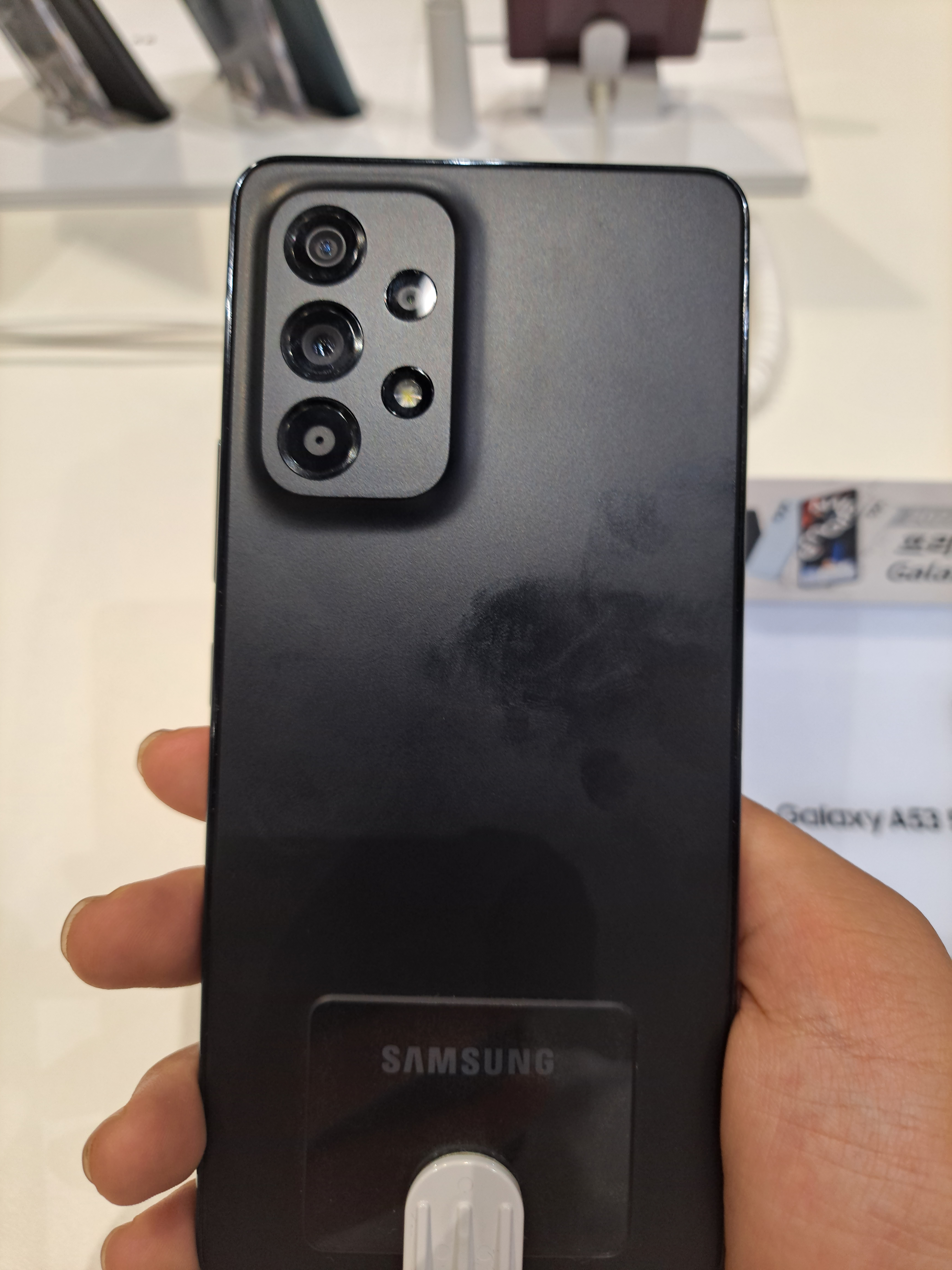
Mặt lưng của Samsung Galaxy A53 5G

Màn hình được làm bằng kính cường lực Corning Gorilla Glass 5. Mặt sau và mặt bên được làm bằng nhựa mờ.
Thiết kế của điện thoại thông minh này tương tự như mẫu máy tiền nhiệm của nó, nhưng giống như ở Samsung Galaxy A33 5G và Samsung Galaxy A73 5G, mặt sau giờ đây hoàn toàn phẳng và phần nối giữa mặt sau và cụm camera được làm cong và mượt mà hơn. Galaxy A53 5G, không giống như Samsung Galaxy A52, không có giắc cắm âm thanh 3,5 mm. Ngoài ra Galaxy A53 5G còn có khả năng chống ẩm và bụi theo tiêu chuẩn IP67.
Cạnh dưới là cổng kết nối USB-C, loa ngoài, microphone và tùy phiên bản sẽ có khe cắm 1 SIM và thẻ nhớ microSD lên đến 1 TB hoặc khe cắm lai 2 SIM. Micrô thứ hai nằm trên đỉnh. Ở cạnh phải là các nút âm lượng và nút khóa điện thoại.
Máy được bán ra với 4 màu: đen (Đen Ghi Bí Ẩn), trắng (Trắng Ngọc Tinh Tế), xanh (Xanh Dưong Sôi Nổi) và cam (Cam Đào Cuốn Hút).
| Màu | Tên                |
| --- | ------------------ |
|     | Đen Ghi Bí Ẩn      |
|     | Trắng Ngọc Tinh Tế |
|     | Xanh Dưong Sôi Nổi |
|     | Cam Đào Cuốn Hút   |

## Thông số kỹ thuật

### Phần cứng
Galaxy A53 5G là điện thoại thông minh có dạng máy dạng phiến, có kích thước 159,6 × 74,8 × 8,1 mm và nặng 189 gram.
Máy được trang bị kết nối GSM, HSPA, LTE và 5G, Wi-Fi 802.11 a/b/g/n/ac băng tần kép với Bluetooth 5.1, hỗ trợ Wi-Fi Direct và hỗ trợ hotspot với A2DP và LE, Galileo, GLONASS và QZSS và NFC. Nó có cổng USB Type-C 2.0. Nó có khả năng chống bụi và nước với chứng nhận IP67.

#### Màn hình
Được trang bị màn hình Super AMOLED với kích thước 6,5 inch với camera đục lỗ loại Infinity-O, các góc bo tròn, độ phân giải FHD+ 1080 × 2400 px, với tốc độ tuơi lên đến 120 Hz được bảo vệ bởi Gorilla Glass 5.

#### Pin
Pin lithium polymer 5000mAh không thể tháo rời và hỗ trợ sạc nhanh ở 25 W có nghĩa là thiết bị có pin dung lượng cao có thời gian sử dụng lâu giữa các lần sạc và có thể sạc nhanh khi cần.

#### Bộ vi xử lý
Máy sở hữu chipset Samsung Exynos 1280 với CPU 8 nhân (2 nhân tốc độ 2.4 GHz + 6 nhân tốc độ 2 GHz) giúp thiết bị xử lý tốt các tác vụ nặng và tối ưu hóa mức tiêu thụ điện năng. Nó có bộ nhớ trong UFS loại 2 với dung lượng lưu trữ 128/256 GB và thẻ nhớ microSD có thể mở rộng lên đến 1 TB. RAM 6 GB hoặc 8 GB (tùy thuộc vào phiên bản đã chọn), cho phép chạy đa nhiệm mượt mà và chạy các ứng dụng đòi hỏi khắt khe.

#### Camera
Cụm camera sau của thiết bị có 4 camera, bao gồm camera chính 64 MP, camera góc siêu rộng 12 MP, camera macro 5 MP và camera độ sâu 5 MP. Các camera này hoạt động cùng nhau để chụp ảnh và quay video chất lượng cao từ các góc nhìn khác nhau. Ngoài độ phân giải cao của camera chính và góc nhìn rộng hơn của camera siêu rộng, camera macro được thiết kế để chụp ảnh cận cảnh các vật thể nhỏ, trong khi camera độ sâu ghi lại thông tin độ sâu để tạo ảnh ở chế độ chân dung với nền mờ hoặc thêm thông tin chuyên sâu vào các loại ảnh và video khác để có trải nghiệm phong phú hơn.

### Phần mềm
Điện thoại đi kèm với Android 12, còn được gọi là "Snow Cone" và One UI 4.1, là giao diện người dùng độc quyền do Samsung phát triển.